# Маркин, Виктор Борисович
Виктор Борисович Маркин (род. 1942) — советский и российский учёный, доктор технических наук, профессор; член-корреспондент Международной академии наук высшей школы, действительный член Академии инженерных наук имени А. М. Прохорова.
Автор более 300 научных и учебно-методических трудов, среди которых 12 монографий, а также нескольких авторских свидетельств и патентов.

## Биография
Родился 10 декабря 1942 года в Томской области.
В 1965 году окончил физико-технический факультет Томского политехнического института им. С. М. Кирова (ныне Томский политехнический университет) и по распределению был направлен в Алтайский политехнический институт (ныне Алтайский государственный технический университет), где работает по настоящее время.
В 1983 году в Центральном научно-исследовательском институте материаловедения в Калининграде (ныне город Королёв, Московская область) защитил кандидатскую диссертацию по специальности «Материаловедение в машиностроении». В 1995 году в диссертационном совете научно-производственного объединения «Алтай» (ныне Федеральный научно-производственный центр «Алтай», город Бийск) защитил докторскую диссертацию по специальности «Технология специальных продуктов».
Научная деятельность В. Маркина связана с разработкой новых материалов и технологий и внедрением их в производство современной техники. С 1993 года является руководителем научно-технического центра «Композит» и научным руководителем исследований в области композиционных материалов. Он является председателем оргкомитета ежегодной Международной школы-конференции «Фундаментальное и прикладное материаловедение».
В 1992 году В. Б. Маркин стал деканом факультета информационных технологий и бизнеса, в 2010 году был избран деканом естественнонаучного факультета Алтайского государственного технического университета. В настоящее время[когда?] является профессором кафедры «Современные специальные материалы». Под его руководством было защищено 20 кандидатских диссертаций.

## Заслуги
- Почётный профессором Харбинского технического университета (Китай).
- Удостоен почетного звания «Заслуженный работник высшей школы Российской Федерации» (2017) и нагрудного знака «Почётный работник высшего образования России».
- Награждён благодарственными письмами и почетными грамотами, в числе которых грамоты главы администрации Барнаула, Администрации Алтайского края, Алтайского краевого Совета народных депутатов и Министерства образования Российской Федерации.
- Кавалер ордена имени А. М. Прохорова 2-й степени, медали имени Н. Н. Семенова «За выдающиеся достижения в области инженерных наук» и медали Алтайского края «За заслуги в труде».